# Acalypha palmeri
Acalypha palmeri är en törelväxtart som beskrevs av Ferdinand Albin Pax och Käthe Hoffmann. Acalypha palmeri ingår i släktet akalyfor, och familjen törelväxter. Inga underarter finns listade i Catalogue of Life.